# Muzeum Kolei w Torrellano

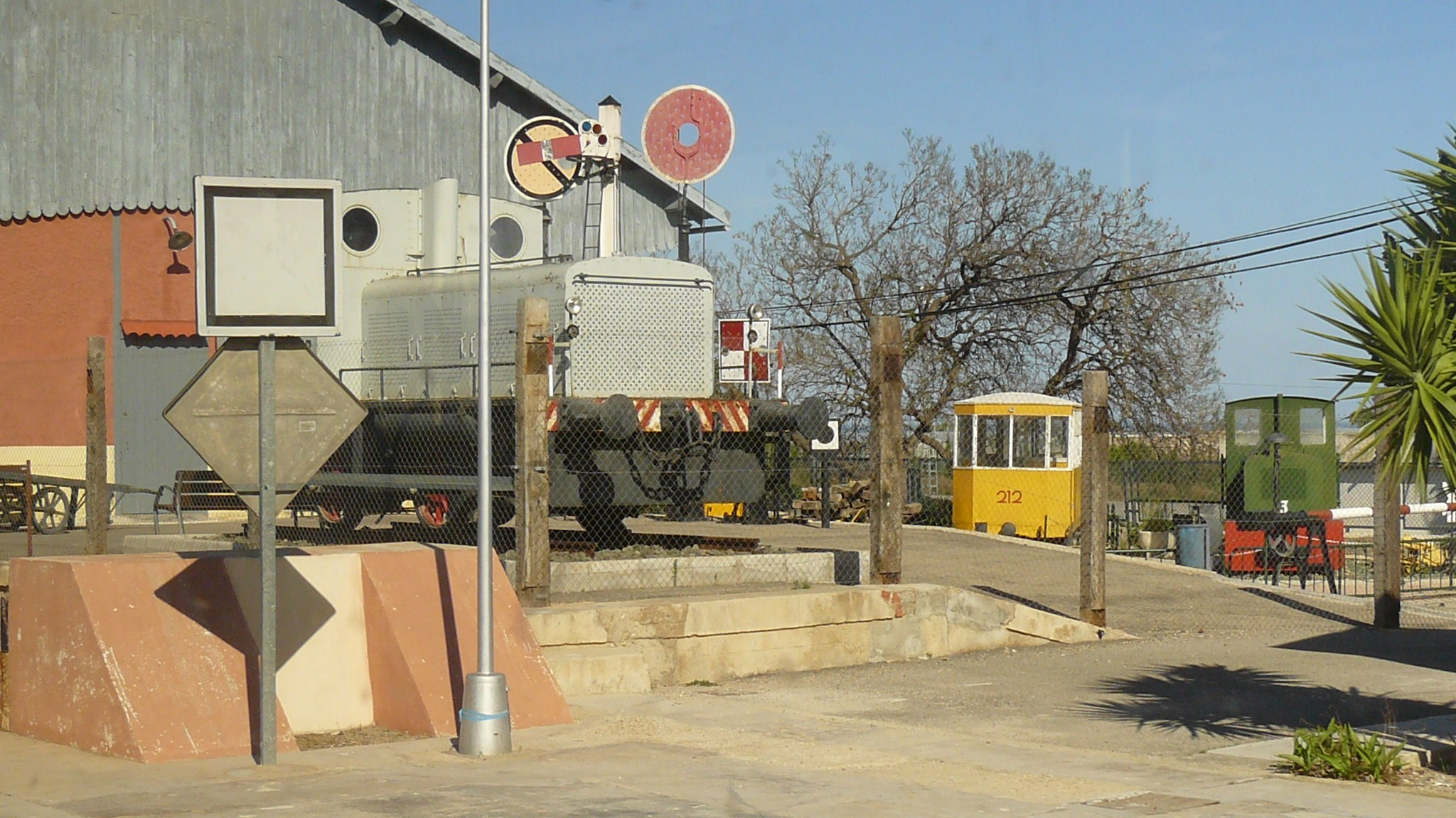
Lokomotywa manewrowa z portu w Alicante na terenie muzeum

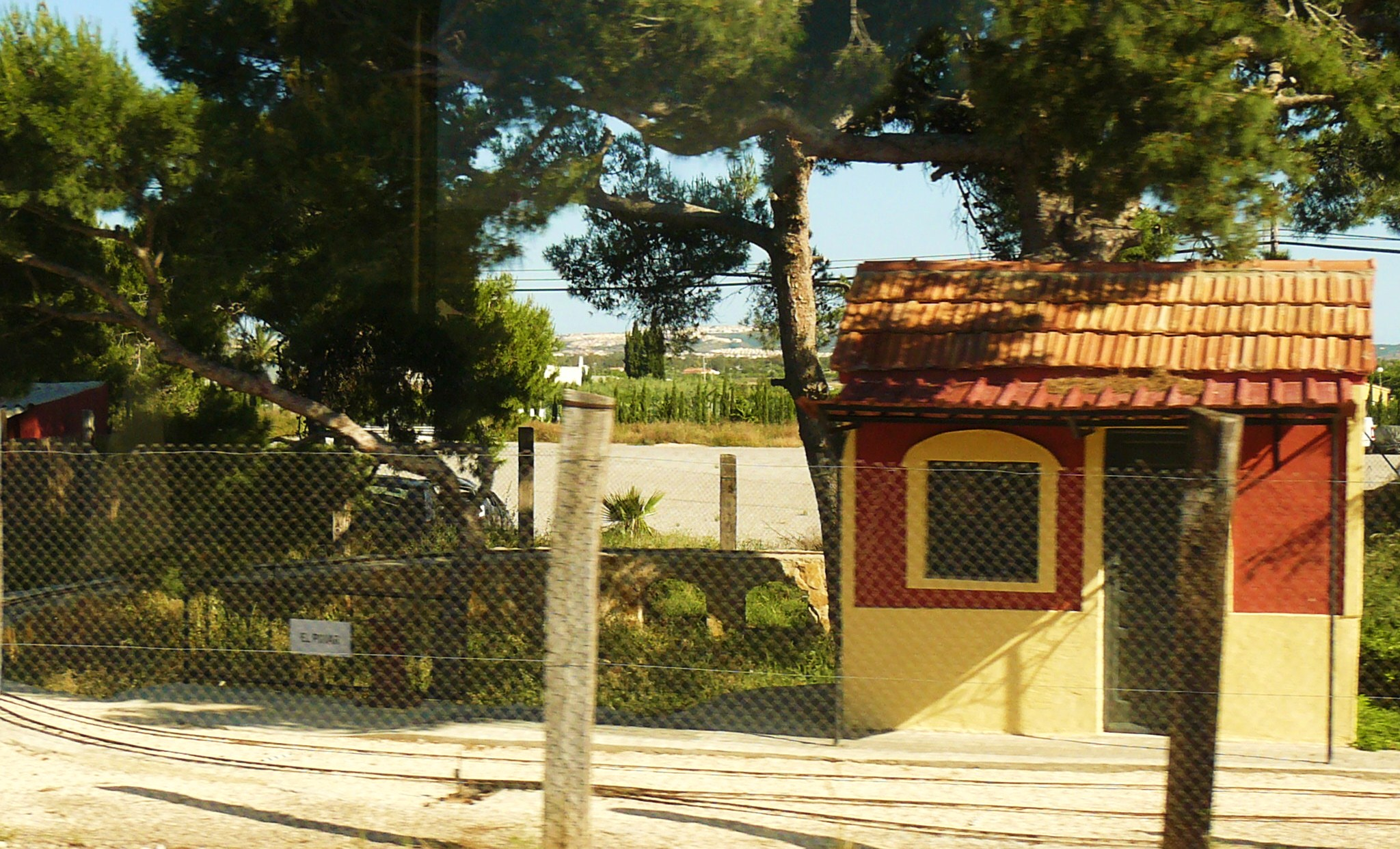
Trasa kolei ogrodowej i jej stacja

Muzeum Kolei w Torrellano – muzeum kolejnictwa, zlokalizowane na stacji kolejowej w hiszpańskim Torrellano, na linii Alicante-Terminal – Murcia del Carmen, w regionie Walencja (Alicante (prowincja)).

## Muzeum i kolej parkowa
Muzeum prowadzone jest przez Associació Alacantina d'Amics del Ferrocarril (Alicanckie Towarzystwo Miłośników Kolei – w skrócie AAAF). Stowarzyszenie ma na celu promocję wiedzy o kolei i wspieranie aktywnego wypoczynku mieszkańców miasta i turystów. W obrębie muzeum działa kolej ogrodowa, wyposażona m.in. w lokomotywy parowe. Na trasie kolei zaaranżowano tunel.
Muzeum jest organizacją non-profit. Budowę rozpoczęto w kwietniu 2000, a ostatecznie ukończono w 2005. Prace odbywały się dzięki zaangażowaniu i środkom członków i sympatyków klubu. Wiele eksponatów również pochodzi z kolekcji członków. Są to m.in. stare dokumenty, ubrania i akcesoria kolejowe. Przy starym magazynie stacyjnym stoi zgromadzony tabor kolejowy (oraz jeden wóz tramwajowy), jak również urządzenia zabezpieczenia ruchu. Największą jednostką taborową jest lokomotywa manewrowa z silnikiem firmy Deutz, pochodząca z zakładów WORKS Puerto de Alicante (port morski).

## Dane techniczne kolei parkowej
- rozstaw szyn – 5 cali,
- długość torowisk – 497,90 m (linia główna bez bocznic – 333 m),
- maksymalny promień łuku – 7,5 m, minimalny – 4 m,
- tor z kształtek o wymiarach 20x8 mm.

## Dojazd
Dojazd zapewniają pociągi podmiejskie Renfe Cercanías, kursujące pomiędzy Alicante, Elche i Murcją. Muzeum znajduje się na samej stacji w Torrellano i otwierane jest we wskazane dni poszczególnych miesięcy.